# Go to the Mirror!
Go to the Mirror! è un brano musicale del gruppo rock inglese The Who, scritto e composto da Pete Townshend e prodotto da Kit Lambert. Venne pubblicato nel 1969 nell'album Tommy e, come singolo promozionale estratto dall'album, lo stesso anno insieme al brano I'm Free; è stato inserito nella lista "500 Songs that Shaped Rock and Roll" della Rock and Roll Hall of Fame. 

## Disco
- 7"

1. Go to the Mirror!
2. I'm Free

## Formazione
- Roger Daltrey – voce
- John Entwistle – basso, cori
- Keith Moon – batteria
- Pete Townshend – chitarra, tastiera, cori, voce